# Ramell Igualadí
Ramell Igualadí va ser una publicació dels estudiants de l'Ateneu Igualadí editada a Igualada entre els anys 1930 i 1936.

## Descripció
A partir del núm. 11 (21 juny 1932) va passar a titular-se Ramell.
La redacció i l'administració era a les Escoles de l'Ateneu Igualadí de la Classe Obrera.
Els quatre primers números van ser ciclostilats, però després es va imprimir a la impremta Miranda i, a partir del núm. 6 (19 juny 1931) a la Codorniu. Habitualment, tenia entre quatre i vuit pàgines, amb un format de 22 x 16 cm.
El primer número va sortir el 4 de novembre de 1930 i l'últim, el 28, el 30 de desembre de 1936.«Últimament tiraven tres-cents exemplars».

## Continguts
A l'article de presentació del primer número imprès (28 maig 1931) deien «Nosaltres, els redactors d'aquest periòdic hem volgut, des del primer dia, ampliar els treballs que fem a l'escola i per això hem fet el Ramell ... Des del dia 4 de novembre passat, data de la fundació del Ramell Igualadí, fins ara hem hagut de vèncer moltes dificultats, però hem sortit victoriosos. Avui tenim la satisfacció de poguer presentar al públic un número imprès ... Com vàrem dir en el primer número, posarem tot el nostre esforç per a millorar-lo i fer-lo cada cop més gran».
Hi havia articles literaris, contes, poesies, acudits, comentaris d'activitats escolars, crítica de llibres, resums de conferències, biografies, etc. També hi havia força il·lustracions. «Els números impresos portaven dibuixos fets al linòleum que gravaven els mateixos alumnes».
Alguns dels redactors, llavors nens encara, després han destacat en el món de la cultura. Així el director era Joan Mercader i Riba i alguns dels redactors van ser Joan Llansana, Antoni Borràs i Quadres, Josep Romeu i Figueras, Celestí Torné, Francesc Roca, Jaume Bertran, etc.
Va deixar de sortir poc després d'esclatar la Guerra Civil.

## Localització
- Biblioteca Central d'Igualada. Plaça de Cal Font. Igualada (col·lecció completa i relligada).